# Championnats du monde d'aviron de mer
Les Championnats du monde d'aviron de mer est une compétition mondiale organisée par la Fédération internationale des sociétés d'aviron. Ils se courent en pleine mer ou en lac dans une embarcation conçue pour les eaux agitées. L'épreuve comporte des virages à la bouée sur une distance minimale de 4 000 m généralement.
Il y a trois types d'embarcations : solo (CM1/CW1), en deux de couple (CM2/CW2) et en quatre de couple avec barreur (CM4+/CW4+). En 2018, une catégorie double mixte est intégrée au programme (CMix2).
La compétition a eu lieu pour la première fois en 2006 sous le nom de Rowing Coastal World Challenge et a pris le statut officiel de championnat du monde en 2007.
Le format est différent des championnats du monde de sprint d'aviron de plage (en anglais : World Rowing Beach Sprint Finals) avec un format de course par élimination en tête-à-tête avec un sprint le long de la plage.

## Éditions
Il n'y a pas eu d'édition en 2012, la fédération croate d'aviron et la ville de Rijeka s'étant retirées pour des raisons financières.
L'édition 2020 a été annulé en raison de la pandémie de Covid-19.
| Ed. | Année | Ville(s)         | Pays           |
| --- | ----- | ---------------- | -------------- |
| 1   | 2007  | Cannes           | France         |
| 2   | 2008  | Sanremo          | Italie         |
| 3   | 2009  | Plymouth         | Angleterre     |
| 4   | 2010  | Istanbul         | Turquie        |
| 5   | 2011  | Bari             | Italie         |
| 6   | 2013  | Helsingborg      | Suède          |
| 7   | 2014  | Thessalonique    | Grèce          |
| 8   | 2015  | Lima             | Pérou          |
| 9   | 2016  | Monaco           | Monaco         |
| 10  | 2017  | Thonon-les-Bains | France         |
| 11  | 2018  | Sidney           | Canada         |
| 12  | 2019  | Hong Kong        | Hong Kong      |
| 13  | 2021  | Oeiras           | Portugal       |
| 14  | 2022  | Saundersfoot     | Pays de Galles |
| 15  | 2023  | Sabaudia         | Italie         |
| 16  | 2024  | Gênes            | Italie         |
| 17  | 2025  | Rio de Janeiro   | Brésil         |
| 18  | 2026  | Qingdao          | Chine          |

## Podiums

### Hommes
| Édition          | Or | Argent | Bronze |
| Solo             | Solo | Solo | Solo |
| ---------------- | --- | --- | --- |
| 2007             | Éric Rousseaux | Paul Rosenquist | Yannick Beaudelot |
| 2008             | Mathieu Le Nepvou | Loïc Biron | Yannick Beaudelot |
| 2009             | Hubert Briand | Yannick Beaudelot | Peter Berg |
| 2010             | John Keohane | Alberto Etxarte | Giuseppe Alberti |
| 2011             | Giuseppe Alberti | Alberto Etxarte | Peter Berg |
| 2013             | Lars Gumprecht | Simone Martini | Peter Berg |
| 2014             | Peter Berg | Simone Martini | Alberto Etxarte |
| 2015             | Adrián Miramón | Eduardo Linares | Adolfo Ferrer Marin |
| 2016             | Adrián Miramón | Eduardo Linares | Dennis Gustavsson |
| 2017             | Simone Martini | Eduardo Linares | Adrián Miramón |
| 2018             | Eduardo Linares | Lars Wichert | Simone Martini |
| 2019             | Adrián Miramón | Lars Wichert | Simone Martini |
| 2021             | Jaime Canalejo | Eduardo Linares | Adrián Miramón |
| 2022             | Adrián Miramón | Ramón Gómez | Matthew Dunham |
| 2023             | Adrián Miramón | Christopher bak | Charles Cousins |
| Double           | | | |
| 2007             | France- Romain Crétient - Xavier Verbeke                                                                                   | Hongrie- Akos Haller - Zsolt Erdelyi                                                                                           | France- Charles Proto - Alain Moretto |
| 2008             | France- Simon Dubouloz - Nicolas Moutton                                                                                   | France- Romain Crétient - Xavier Verbeke                                                                                       | France- Guillaume Bec - Vincent Pilat |
| 2009             | France- Loïc Biron - Régis Raitif                                                                                          | France- Arthur Marais - Axel Shirm                                                                                             | France- Nicolas Parquic - Jérôme Richard |
| 2010             | France- Vincent Faucheux - Mathieu Le Nepvou                                                                               | Hongrie- Adrián Juhász - Bela Simon                                                                                            | France- Gilles Gachet - Denis Vogt |
| 2011             | Italie- Davide Mumolo - Leonardo Boccuni                                                                                   | Espagne- Adolfo Ferrer Marín - Juan Cáliz Campal                                                                               | Italie- Riccardo Burato - Federico Garibaldi                                                                                                |
| 2013             | Italie- Federico Garibaldi - Francesco Garibaldi                                                                           | Grèce- Apóstolos Goudoúlas - Nikólaos Goudoúlas                                                                                | Italie- Andrea Milos - Stefano Donat |
| 2014             | Italie- Federico Garibaldi - Francesco Garibaldi                                                                           | Italie- Andrea Milos - Stefano Donat                                                                                           | Grèce- Apóstolos Goudoúlas - Nikólaos Goudoúlas                                                                                             |
| 2015             | Monaco- Giuseppe Alberti - Quentin Antognelli                                                                              | Espagne- Noé Guzmán - Antonio Guzmán                                                                                           | France- Clément Thomas - Yannick Beaubelot                                                                                                  |
| 2016             | Espagne- Noé Guzmán - Antonio Guzmán                                                                                       | Italie- Lorenzo Tedesco - Piero Sfiligoi                                                                                       | Monaco- Giuseppe Alberti - Quentin Antognelli                                                                                               |
| 2017             | Hongrie- Adrián Juhász - Bendegúz Pétervári-Molnár                                                                         | Monaco- Mathieu Monfort - Quentin Antognelli                                                                                   | Italie- Michele Ghezzo - Gustavo Ferrio |
| 2018             | Pays-Bas- Julien Bahain - Mitchel Steenman                                                                                 | France- Gaël Chocheyras - Vincent Cavard                                                                                       | Espagne- Antonio Guzmán - Patricio Rojas |
| 2019             | Espagne- Ander Martín - Carlos González                                                                                    | Ukraine- Yurly Ivanov - Andril Kachanov                                                                                        | Monaco- Giuseppe Alberti - Mathieu Monfort                                                                                                  |
| 2021             | Suède- Dennis Gustavsson - Eskil Borgh                                                                                     | Italie- Luca Chiumento - Simone Martini                                                                                        | Espagne- Rubén Padilla - Patricio Rojas |
| 2022             | Suède- Dennis Gustavsson - Eskil Borgh                                                                                     | Italie- Giacomo Costa - Edoardo Marchetti                                                                                      | Nouvelle-Zélande- Brook Robertson - Ben Mason                                                                                               |
| 2023             | États-Unis- Christopher Bak - Kory Rogers                                                                                  | Suède- Dennis Gustavsson - Eskil Borgh                                                                                         | Allemagne- Alexander Finger - Eduardo Linares Ruiz                                                                                          |
| Quatre de couple | | | |
| 2007             | SN Baie de Saint-Malo - Stany Delayre - Guillaume Sartelet - Philippe Rousseaux - Cédric Carobbio - Théo Rousseaux         | CREFELDER RC - Lars Henning - Thorben Henning - Raanan Genah - Larus Melka - Kristin Heume                                     | SN Bergerac - Julien Leclanche - Morgan Dugueperoux - Jean-Francois Malval - David Coudron - Loann Cuvillier                                |
| 2008             | SN Baie de Saint-Malo - Jean-Francois Malval - David Coudron - Julien Le CancheMorgan Dugueperoux - Loann Cuvillier        | Ravenna SC - Fabrizio Borghesi - Marcello Miani - Bruno Rosetti - Giuseppe Vicari - Vittorio Emiliani                          | BYDGOSTIA - Łukasz Siemion - Dariusz Radosz - Paweł Kural - Karol Słoma - Rafał Woźnia                                                      |
| 2009             | SN Baie de Saint-Malo - David Coudron - Morgan Dugueperoux - Julien Le Canche - Jean-Francois Malval - Loann Cuvillier     | Barcelona- Manuel Garcia - Ignacio Hidalgo - Miguel Lojo - Sinuhe Perez - Adriana Lopez-Doriga                                 | Marseille- Arnaud Alin - Nicolas Alin - Yoann Farrugia - Fomain Ferrando - Nadège Royer                                                     |
| 2010             | NSA Sofia- S. Argirova - Georgi Bozhilov - Lyubomir Gospodinov - V. Rusinov V. - Vasil Vitanov                             | Canottieri Saturnia- Simone Ferrarese - Giorgio Mangano - Alberto Glionna - Andrea Milos - Stefano Gioia                       | ST Nazaire Aviron SNOS- Loïc Biron - Antoine Briand - Alexandre Jaunet - Régis Raitif - Julie Biron                                         |
| 2011             | Fiamme Gialle- Domenico Montrone - Salvatore Di Somma - Sergio Canciani - Andrea Tranquilli - Enzo di Palma                | Canottieri Saturnia- Simone Ferrarese - Giorgio Mangano - Lorenzo Tedesco - Mitja Zobec - Stefano Gioia                        | Ravenna SC - Fabrizio Borghesi - Luca Rambaldi - Paolo Platamone - Donato Traversa - Vittorio Emiliani                                      |
| 2013             | Circolo Canottieri Saturnia- Lorenzo Tedesco - Federico Duchich - Simone Ferrarese - Alessandro Mansutti - Stefano Gioia   | Cska Vmf Lokomotiv Byrevestnik- Maxim Zhemaldinov - Nicael Bikna-Mfantse - Nikita Morgachev - Yuriy Peshkov - Natalia Korobova | Chablais Aviron Thonon- Sylvain Malacarne - Erwan Stampfli - Maxence Menthon - Clément Chevalier - Claude Dubouler                          |
| 2014             | Circolo Canottieri Saturnia- Lorenzo Tedesco - Nicolas Brezivilli - Alessandro Mansutti - Simone Ferrarese - Stefano Gioia | Budapest Rowing Club- Peter Csanyi - Balazs Vancsura - Gergely Papp - Bendeg Patervari-Molnar - Matyas Vangsura                | Elpis Genova- Enrico Perino - Giorgio Casaccia Gibelli - Cesare Gabbia - Davide Mumolo - Marina Plos                                        |
| 2015             | Société Nautique de Monaco- Mathias Raymond - Gaëtan Delhon - William Ader - Maxime Maillet - Pierre Zervos                | Circolo Canottieri- Lorenzo Tedesco - Nicholas Brezzi Villi - Simone Ferrarese - Alessandro Mansutti - Stefano Gioia           | Club de Regatas Lima- Mickelle Martini - Geronimo Hamann - Franco Yrivarren - David Olaechea - Cristhofer Rojas                             |
| 2016             | Dukla Praha- Michal Plocek - Vojtěch Řimák - Adam Sterbak - Matyáš Klang - Radek Šuma                                      | Circolo Cannotieri Saturnia I - Michele Ghezzo - Stefano Morganti - Alessandro Mansutti - Federico Duchich - Stefano Gioia     | Elpis Genova - Federico Garibaldi - Cesare Gabbia - Francesco Garibaldi - Davide Mumolo - Marina Plos                                       |
| 2017             | Circolo Cannotieri Saturnia- Lorenzo Tedesco - Stefano Morganti - Piero Sfiligoi - Federico Duchich - Stefano Gioia        | Ita Uni - Jacopo Mancini - Luca Chiumento - Niccolo Pagani - Emanuele Gaetani_Liseo - Fabio Siracusa                           | S.C. Portugal/Fluvial Portuense - Nuno Goncalves Coelho - Pedro Fraga - Nuno Mendes - Claudio Rodrigues Barbosa - Antonio Rodrigues         |
| 2018             | Circolo Cannotieri Saturnia- Gustavo Ferrio - Stefano Morganti - Leone Barbaro - Piero Sfiligoi - Piero Todesco            | Société Nautique de Monaco - William Ader - Mathieu Monfort - Maxime Maillet - Gaetan Delhon - Clara Stefanelli                | Société Nautique de la Baie de Saint-Malo - Clément Thomas - Romain Denic - Xavier Morelle - Morgan Dugueperoux - Loann Cuvillier           |
| 2019             | Rowing Club Genovese- Giacomo Osta - Giorgio Casaccia - Federico Garibaldi - Edoardo Marchetti - Alessandro Calder         | Circolo Cannotieri Saturnia - Mirko Cardella - Stefano Morganti - Gustavo Ferrio - Piero Sfiligoi - Piero Todesco              | Real Club de Regatas de Alicante - Alejandro Vera Ortega - Fernando Minana Alonso - Ruben Padilla - Jaime Lara Pacheco - Sergio Lopez Gomez |
| 2021             | SO RC "Dnipro" ZCU- Maksym Boklazhenko - Dmytro Mikhay - Oleksandr Nadtoka - Ivan Dovhodko - Mykola Tantserev              | Czech Rowing Association - Jan Fleissner - Jan Potucek - Jakub Podrazil - Jan Cincibuch - Monika Perglerova                    | UL Tyrian Club - Stuart Pearce - Toby Langstone - Christopher Heywood - Charles Clarke - Ian Middleton                                      |
| 2022             | UL Tyrian Club- Richard Clarke - Ollie Cook - Matt Rossiter - Jacob Dawson - Henry Fieldman                                | Circolo Canottieri Saturnia - Andrea Serafino - Gustavo Ferrio - Lorenzo Gaione - Luca Giurgevich - Filippo Wiesenfeld         | Gravelines Aviron France- Frédéric Loorius - Julien Barbeau - Xavier Morelle - Adrien Decriem - Julie Silly                                 |
| 2022             | RC Genovese - Giacomo Costa - Edoardo Rocchi - Lorenzo Gaione - Edoardo Marchetti - Alessandro Calder                      | Stuttgarter Rudergesellschaft - Oskar Kroglowski - Moritz Daniel Korthals - Emil Schmidberger - Moritz Marchart - Elisa Trog   | S.S. Murcarolo ASD- Pietro Sitia - Perino Enrico - Guglielmo Melegari - Giovanni Melegari - Fabio Siracusa                                  |

### Femmes
| Édition          | Or | Argent | Bronze |
| Solo             | Solo | Solo | Solo |
| ---------------- | --- | --- | --- |
| 2007             | Perrine Maltret | Charlotte Culty | Alizée Charaux |
| 2008             | Marie Le Nepvou | Charlotte Culty | Monika Dukarska |
| 2009             | Monika Dukarska | Margi Jorgensen | Denise Tremul |
| 2010             | Marie Le Nepvou | Denise Tremul | Ghislaine Le Calvez |
| 2011             | Charlotte Culty | Benedetta Bellio | Monika Dukarska |
| 2013             | Alexandra Tsiavou | Stéphanie Chantry | Charlotte Culty |
| 2014             | Jessica Berra | Edwige Alfred | Stéphanie Chantry |
| 2015             | Jessica Berra | Selene Gigliobianco | Stéphanie Chantry |
| 2016             | Monika Dukarska | Alexandra Tsiavou | Edwige Alfred |
| 2017             | Diana Dymchenko | Monika Dukarska | Edwige Alfred |
| 2018             | Diana Dymchenko | Janneke van der Meulen | Jessica Berra |
| 2019             | Diana Dymchenko | Jessica Berra | Janneke van der Meulen |
| 2021             | Stefania Gobbi | Diana Dymchenko | Jessica Berra |
| 2022             | Jessica Berra | Diana Dymchenko | Maria Berg |
| 2023             | Monika Dukarska | Diana Dymchenko | Jessica Berra |
| Double           | | | |
| 2007             | France- Caroline Guerrand - Adeline Mendoza                                                                                 | France- Clémence Gourdin - Charlotte Laurent | France- Maryline Gentin - Alexandra Pegaz |
| 2008             | Hongrie- Zsofia Bende - Lidia Veroci                                                                                        | Italie- Veronica Pizzamus - Nicol Grbec | Royaume-Uni- Jane Thompson - Catherine Havard |
| 2009             | Hongrie- Zsofia Bende - Lidia Veroci                                                                                        | Italie- Majda Jerman - Veronika Pizzamus | France- Maryline Gentin - Alexandra Pegaz |
| 2010             | Royaume-Uni- Lenka Wech - Guin Batten                                                                                       | France- Sabine Da Dalt - Marion Gully | Royaume-Uni- Marie Guingouain - Sarah Mee |
| 2011             | France- Clémence Gourdin - Edwidge Alfred                                                                                   | Russie- Yulia Chagina - Alexandra Fedorova | France- Dominique Goupil-Parez - Nathalie Rannou |
| 2013             | Russie- Elena Lebedeva - Julia Kalinovskaya                                                                                 | France- Diane Delalleau - Nathalie Collet | Allemagne- Barbara Jonischkeit - Wiebke Gebauer |
| 2014             | France- Diane Delalleau - Nathalie Collet                                                                                   | Espagne- Kimberly Forde - Maria Ferrer Sanchez | France- Marion Gully - Sabine Da Dalt |
| 2015             | France- Diane Delalleau - Nathalie Collet                                                                                   | Espagne- Kimberly Forde - Maria Ferrer Sanchez | France- Clémentine Lalloz - Roxane Gabriel |
| 2016             | Italie- Federica Molinaro - Beatrice Millo                                                                                  | France- Diane Delalleau - Nathalie Collet | Tunisie- Khadija Krimi - Nour El-Houda Ettaieb |
| 2017             | Russie- Iuliia Volgina - Olga Khalaleeva                                                                                    | France- Diane Delalleau - Nathalie Collet | Espagne- María Galván - Natalia Miguel |
| 2018             | Italie- Eleonora Denich - Federica Molinaro                                                                                 | France- Maya Cornut-Danjou - Joséphine Cornut-Danjou                                                                                                 | France- Diane Delalleau - Nathalie Collet |
| 2019             | Russie- Hanna Prakatsen - Vasilisa Stepanova                                                                                | France- Maya Cornut-Danjou - Joséphine Cornut-Danjou                                                                                                 | Hong Kong- Lee Ka Man - Lee Yuen Yin |
| 2021             | Ukraine- Anastasiya Kozhenkova - Kateryna Dudchenko                                                                         | Danemark- Anna Calina Schanze - Mette Petersen | Ukraine- Daryna Verkhohliad - Yevheniya Dovhodko |
| 2022             | Pays-Bas- Janneke van der Meulen - Karien Robbers                                                                           | Irlande- Monika Dukarska - Rhiannon O'Donoghue | Espagne- Ainoha Casanova - Nadia García |
| 2023             | Pays-Bas- Janneke van der Meulen - Karien Robbers                                                                           | Autriche- Katharina Lobnig - Magdalena Lobnig | Espagne- Natalia Miguel Gomez - Celia Miguel Gomez                                                                                                   |
| Quatre de couple | | | |
| 2007             | CREFELDER RC- Johanna David - Theresa Huelnman - Vera Dresely - Mona Berger - K. Heume                                      | RWT BYDGOSTIA- Karina Mazurowicz - Aneta Bełka - Katarzyna Wołna - Kinga Kantorska - Paulina Górska                                                  | KILLORGLIN RC- Caroline O'Riordan - Laura D'Urso - Sandra Wall - Katherine Morris - Deirdre O'Donoghue                                               |
| 2008             | Lausanne Sport Aviron- Gael Pannatier - Fanny Mossiere - Colleen Orsmond - Bettina Schaefli - Nicolas Parquic               | SN Baie de Saint-Malo - Alexandra Le Tilly - Isabelle Blancard - Fanny Gaignard - Catherine Barroy - Maiwenn Cuvillier                               | Danubius Nemzeti Hajós Egylet - Borbála Pignitzky - Krisztina Kulifai - Krisztina Máthé - Zita Bányai - G. Melis                                     |
| 2009             | Thames RC - Guin Batten - Miriam Luke - Elise Laverick - Lenka Wech - Sarah Dunn                                            | Lausanne Sport Aviron- Bettina Schaefli - Fanny Mossiere - Colleen Orsmond - Gael Pannatier - Diego Larrain                                          | RTW Bydgostia- Aneta Belka - Agata Zieleniewska - Anna Mocna - Iwona Zygmunt - Paullina Gorska                                                       |
| 2010             | Cercle de l’aviron de Nantes - Anne-Sophie Breschet - Clotilde Girard - Charlène Malaboeuf - Marie Tavernier - Anne Bourcy  | Lausanne Sport Aviron- Maïwenn Cuvillier - Fanny Mossière - Colleen Orsmond - Gael Pannatier - Bettina Schaefli                                      | RTW Bydgostia- Paulina Gorska - Natalia Maciukiewicz - Iwona Zygmunt - Anna Mocna - Agata Zieleniewska                                               |
| 2011             | Chablais Aviron Thonon- Elsa Pfaifer - Marilyne Gentin-Pornin - Anais Foppoli - Eve Moytier - Robin Vautey                  | Upper Thames RC- Louise Wymer - Ali Gill - Marie-Jose de Groot - Miriam Luke - Sarah Dunn                                                            | Lausanne Sport Aviron- Hélène Laguilhon - Ghislaine Le Calvez - Delphine Mortelette - Anne Laure Thomas - Yves Rebelle                               |
| 2013             | Danish Students Rowing Club- Gunilla Sommer - Malene Nielsen - Helle Tibian - Anna Laybourn - Diana Luthmann                | Lausanne Sports - Fanny Mossiere - Bettina Schaefli - Marie Guingouain - Marie Minger - Claire Gully-Lhonore                                         | Marseille RC - Sylvie Thuault - Jessica Hedan - Ghislaine Le Calvez - Delphine Mortelette - Adrien Rebelle                                           |
| 2014             | Aviron Club Cassis - Julia Fargeot - Emma Denjean - Cecilia Dupin - Alain Moretto - Céline Baillon                          | Nautical Club Of Thessaloniki - Anna Ioannou - Styliani Koumpli - Maria Pergouli - Paraskevi Giannou - Katerina Makarouna                            | Lausanne Sport Aviron- Marie Minger - Marie Guingouain - Jillian O'Mara - Fanny Mossiere - Pauline Ruegg-Reymond                                     |
| 2015             | Cofradía- Kimberly Forde - Maria del Mar Ferrer - Dervla Forde - Oisin Clare Forde - Ramón Ferre                            | SN Basse Seine- Aline Cointrel - Athénaïs Marcadella - Claire Garet - Justine Billet - Pénélope Mercier                                              | Danske Studenters- Malene Nielsen - Helle Tibian - Annetta Eidesgaard - Anna Laybourn - Thora Gudrunardottir                                         |
| 2016             | Club Nautique de Nice- Alice Mayne - Sophia Corneille - Flavie Bahuaud - Élodie Ravera-Scaramozzino - Mégane Besson         | GC Kaspiy- Maria Antsiferova - Yulia Inozemtseva - Elena Lebedeva - Julia Kalinovskaya - Ksenia Volkova                                              | Real Club de Regatas de Alicante - Vioeta Belda Borja - Irene Arbeo Mateo - Belen Garcia_Girona - Mirjam Kreusel - Sergio Lopez Gomez                |
| 2017             | Nautical Club of Thessaloniki- Styliani Koumpli - Anneta Kyridou - Thomais Emmanouilidou - Maria Pergouli - Panagiota Gkeka | Circolo Canottieri Saturnia - Bianca Laura Pelloni - Federica Molinaro - Elisa Mondelli - Beatrice Millo - Stefano Gioia                             | Erster Kieler RC v. 1862 e. V - Gaby Schulz - Johanna Boettcher - Lisa Janine Howe - Lena Fritze - Julia Creutzburg                                  |
| 2018             | SHVSM VVS- Elena Daniluk - Vasilisa Stepanova - Olga Khalaleeva - Iuliia Volgina - Elizaveta Pankova                        | Real Club de Regatas de Alicante- Sofia Anton Ruz - Sara Perez Caballero - Ana Navarro - Violeta Belda Borja - Sergio Lopez Gomez                    | Société Nautique de Monaco- Carla Muller - Helena Hehlke - Megali Albin - Kristina Fortuna - Coline Caussin                                          |
| 2019             | Hong Kong Team- Wong Sheung Yee - ung - Hung Wing Yan Winne - Leung King Wan - Tse Yan Man                                  | SHVSM VVS - Yulia Inozemtseva - Elena Lebedeva - Aleksandra Bolshakova - Iuliia Volgina - Elizaveta Pankova                                          | Danske Studenters Roklub - Lea Hansen - Simone Christensen - Cecilie Lutzen Soltoft - Samantha Robbins - Martin Ast                                  |
| 2021             | ZCU, National Guard- Olena Golub - Olena Buryak - Daryna Verkhogliad - Yevheniia Dovhodko - Mykola Tantserev                | Club Nautique Libourne Aviron - Joséphine Cornut-Danjou - Maya Cornut - Zuzanna Sarek - Edwige Alfred - Rémi Chataignier                             | Real Club Mediterráneo de Málaga - Marta De Las Heras Jambrino - Natalia Miguel Gomez - Celia Miguel Gomez - Teresa Diaz Moreno - Felipe Mendez Tome |
| 2022             | Real Club Mediterráneo de Málaga- Teresa Moreno - Raquel Iborra - Marta Jambrino - Celia Gómez - Felipe Tomé                | Hawkes Bay Rowing Club - Emma Dyke - Bibi Colgan - Emma Twigg - Jackie Kiddle - Matthew Dunham                                                       | Castletownshend Rowing Club - Orla Hayes - Karen Hickey - Eileen Whooley - Ella Cialis - Jack Calnan                                                 |
| 2023             | Hollandia RC- Janneke van der Meulen - Dieuwertje den Besten - Linn van Aanholt - Karien Robbers - Dieuwke Fetter           | Real Club Mediterraneo de Malaga - Natalia Miguel Gomez - Marta de las heras Jambrino - Teresa Diaz Moreno - Celia Miguel Gomez - Felipe Mendez Tome | Composite - Sionna Healy - Niamh Lordan - Miriam Sheehan - Rhiannon O'Donoghue - David Hussey                                                        |

### Mixte
| Édition | Or                                                  | Argent                                              | Bronze                                       |
| Double  | Double                                              | Double                                              | Double                                       |
| ------- | --------------------------------------------------- | --------------------------------------------------- | -------------------------------------------- |
| 2018    | Pays-Bas- Janneke van der Meulen - Mitchel Steenman | France- Edwige Alfred - Pierrick Ledard             | Espagne- Kimberly Odette - Ander Martín      |
| 2019    | Ukraine- Diana Dymchenko - Yurly Ivanov             | Pays-Bas- Janneke van der Meulen - Mitchel Steenman | Espagne- Nadia Felipe - Adrián Miramón       |
| 2021    | Espagne- Ander Martín - Esther Briz                 | Espagne- Jaime Canalejo - Natalia Miguel            | Espagne- Adrián Miramón - Nadia Felipe       |
| 2022    | Espagne- Ander Martín - Esther Briz                 | Espagne- Adolfo Ferrer - Teresa Díaz                | Irlande- Patrick Boomer - Monika Dukarska    |
| 2023    | Irlande- Monika Dukarska - Ronan Byrne              | France- Vincent Noirot - Edwige Alfred              | Royaume-Uni- Clare Jamison - Charles Cousins |